# スクリッティ・ポリッティ

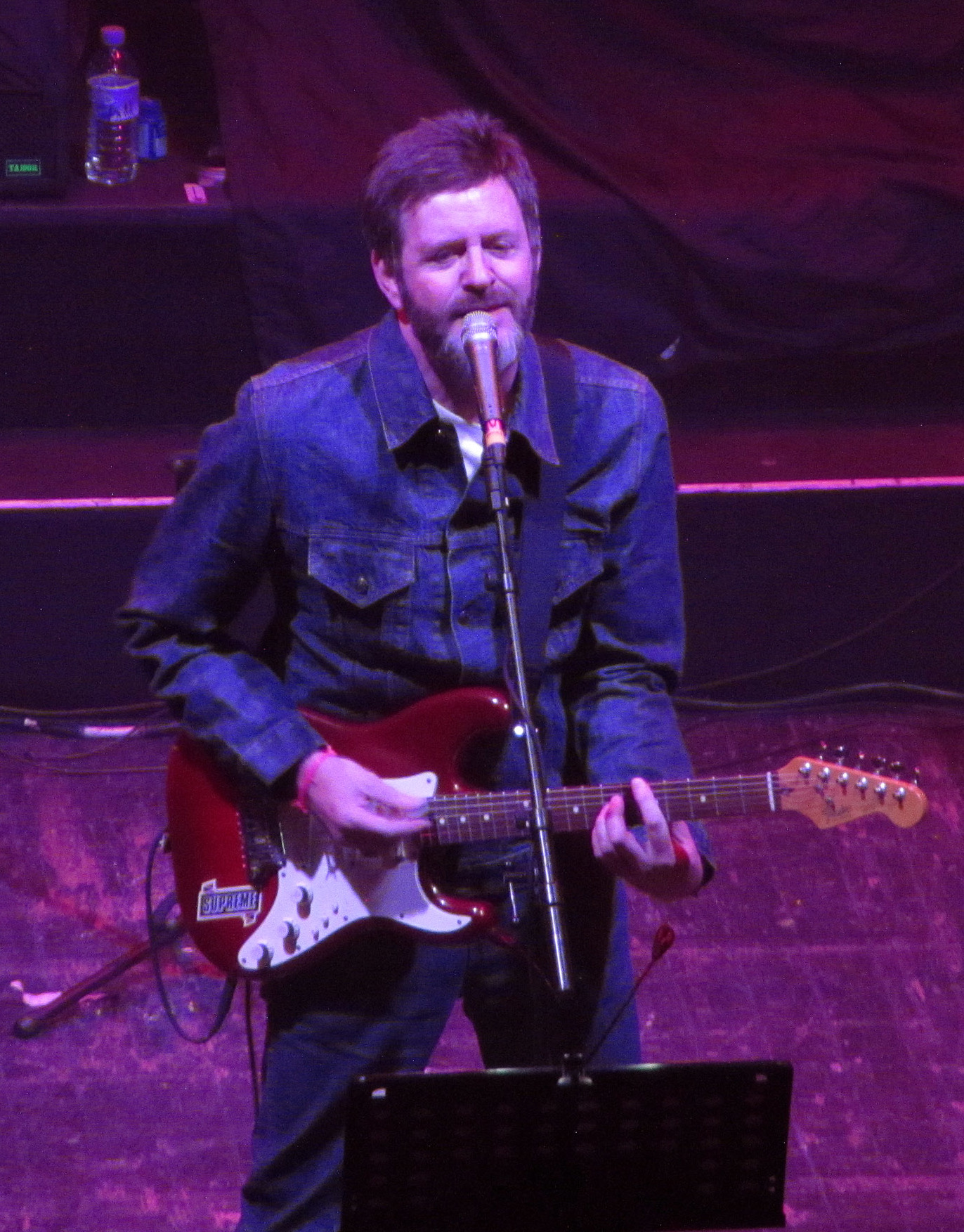
グリーン・ガートサイド

スクリッティ・ポリッティ (Scritti Politti) は、1977年にイギリスで結成されたグリーン・ガートサイド (en:Green Gartside) を中心とした音楽ユニットの名称である。
ユニット名は「政治的な文書」を意味するイタリア語が元になっており、イタリアのマルクス主義の理論家アントニオ・グラムシの著作『Scritti di Economia Politica』と、リトル・リチャードの楽曲「トゥッティ・フルッティ」を引っかけている。
1980年代における最先端かつ最高峰のデジタル機材群を全面的に導入し、黒人的な洗練されたリズムとUKロックが融合した『キューピッド&サイケ85』を制作した。制作当時としては贅沢極まりない、最高の機材群の導入で高音質に仕上がっただけでなく、シーケンサーやエフェクター等を駆使して細部まで徹底して計算された作り込みが行われた。現在に至るまで、この作品で実現された音の新鮮さは失われておらず、音楽関係者の間ではシンセポップの基準の1つとして扱われ続けている。

## 略歴
1977年、ウェールズ出身リーズのアートスクール学生、グリーン・ガートサイドが、パンクのDIY精神に刺激を受け、同級生達とソロ・プロジェクト的ユニットを結成（Green/vocal, guitar、Tom/drums、Nial/bass、Simon/tape loops ）。1982年、『ソングス・トゥ・リメンバー』でデビュー。グリーンの中性的なファルセットを活かしたソウルフルなボーカルで人気を博し、シングル「スウィーテスト・ガール」はスマッシュ・ヒットを記録。アルバム自体も全英アルバムチャートで12位を記録した。
1985年にセカンド・アルバム『キューピッド&サイケ85』をリリース、全英5位のヒットとなった。前作はアコースティック中心のアレンジだったが、本作ではメンバーも変わり、デジタル・シンセサイザー（YAMAHA DX7)やゲート・リバーブを多用した音楽を制作した。このアルバム自体のヒットと共に、楽曲における機材の使用方法が流行し、80年代の音楽の基盤となった。同アルバムからシングル・カットされた「パーフェクト・ウェイ」は、マイルス・デイヴィスのアルバム『TUTU』（1986年）でカヴァーされ、それがきっかけで、後のシングル曲「オー・パティ」のレコーディング及びミュージック・ビデオにデイヴィスがゲスト参加した。
1988年のサード・アルバム『プロヴィジョン』は全英8位を記録し、その後しばらく沈黙を続けるが、1991年にB.E.F.と組んでビートルズのカヴァー曲「シーズ・ア・ウーマン」をシャバ・ランクスとのコラボレーションで発表、更にもう1枚のシングルを発表し、B.E.F.のアルバムに参加するなどの活動を行い、1999年には、前作から11年ぶりにアルバム『アノミー&ボノミー』をリリースして復活、活動を続ける。
2006年、新作『ホワイト・ブレッド・ブラック・ビア』をリリース。UKオルタナティヴ・ロックに、ヒップホップ、R&Bなどのテイストを取り入れ、新たな方向性を打ち出す。また同年、日本公演を果たした。

## ディスコグラフィ

### スタジオ・アルバム
- 『ソングス・トゥ・リメンバー』 - Songs to Remember (1982年)
- 『キューピッド&サイケ85』 - Cupid & Psyche 85 (1985年)
- 『プロヴィジョン』 - Provision (1988年)
- 『アノミー&ボノミー』 - Anomie & Bonhomie (1999年)
- 『ホワイト・ブレッド・ブラック・ビア』 - White Bread Black Beer (2006年)

### コンピレーション・アルバム
- 『ザ・ベイシックス』 - The Basics (1983年)
- 『アーリー - シングルス』 - Early (2005年)
- 『アブソルート』 - Absolute (2011年)

### シングル
- "Skank Bloc Bologna" (1978年)
- "2nd Peel Session" (1979年)
- "4 A-Sides" (1979年)
- 「ザ・スウィーテスト・ガール」 - "The "Sweetest Girl"" (1981年)
- "Faithless" ("Triple-Hep-N'Blue") (1982年)
- "Asylums in Jerusalem" / "Jacques Derrida" (1982年)
- 「ウッド・ビーズ」 - "Wood Beez (Pray Like Aretha Franklin)" (1984年)
- "Absolute" (1984年)
- "Hypnotize" (1984年)
- "The Word Girl" (1985年)
- 「パーフェクト・ウェイ」 - "Perfect Way" (1985年)
- 「オー・パティ」 - "Oh Patti (Don't Feel Sorry for Loverboy)" (1988年)
- "First Boy in This Town (Lovesick)" (1988年)
- 「ゼア・シー・ウォズ」 - "Boom! There She Was" (1988年) ※フィーチャリング・ロジャー・トラウトマン
- 「シーズ・ア・ウーマン」 - "She's a Woman" (1991年) ※フィーチャリング・シャバ・ランクス名義
- 「私をやさしく抱きしめて」 - "Take Me in Your Arms and Love Me" (1991年) ※アンド・スウィーティー・アイリー名義
- "Tinseltown to the Boogiedown" (1999年)
- "The Boom Boom Bap" (2006年)
- "A Day Late and a Dollar Short" (2011年)